# Зубков, Виктор Захарович
Виктор Захарович Зубков (укр. Віктор Захарович Зубков; род. 2 мая 1943, Панютино, Запорожская область) — советский и украинский футболист, защитник и тренер. Мастер спорта СССР (1969).

## Биография
Закончил факультет физического воспитания и спорта Одесского государственного педагогического института им. К. Д. Ушинского, Высшую школу тренеров в Москве.  

### Игровая карьера
Футболом начал заниматься в Донецке в футбольной школе «Шахтёра». С 1960 по 1963 (с перерывом) выступал в дубле «Шахтёра». С 1964 по 1966 за основную команду. В 1967 году из-за конфликта с тренером перебрался в одесский «Черноморец». В составе «моряков» провёл 9 сезонов, сыграл более 250 матчей, становился бронзовым призёром чемпионата СССР 1974 года. В Одессе завершил игровую карьеру.

### Тренерская карьера
С 1978 года на тренерской работе. До 1981 года занимает разнообразные должности в тренерском штабе «Черноморца». Затем три сезона возглавляет херсонский «Кристалл» и по одному сезону СКА Одессу и «Судостроитель» (Николаев). С 1988 года возглавлял любительские клубы Одессы и области.
17 сентября 2017 года на аллее футбольной славы ФК «Черноморец» (Одесса) были открыты две новые именные плиты, одна из которых посвящена Виктору Зубкову.

## Семья
Сын Владислав также стал профессиональным футболистом, а по окончании карьеры — тренером. Внук Руслан также футболист.